# ...escu (teatru TV)
...escu sau ...Escu este o ecranizare a piesei de teatru ...escu de Tudor Mușatescu, regizată de Dinu Cernescu.

## Actori
- Ștefan Bănică - Decebal Sp. Necșulescu
- Ștefan Mihăilescu-Brăila - Iorgu Langada, socrul lui Decebal
- Mircea Cruceanu - Traian Necșulescu
- Corado Negreanu - generalul Stamatescu
- Jorj Voicu - Platon Stamatescu
- Paul Ioachim - Bébé Damian
- Maria Pătrașcu - Amèlie, soția lui Decebal
- Astra Dan - Miza, soția generalului Stamatescu
- Dorina Lazăr - Nina Damian

## Producție
Filmul este produs de Televiziunea Română. 